# بينيلوب ألين
بينيلوب ألين (بالإنجليزية: Penelope Allen)‏ هي ممثلة أمريكية، ولدت في القرن العشرين في الولايات المتحدة.

## أعمال

### أفلام
- (1973) الفزاعة
- (1975) عصر يوم قائظ[1]
- (1998) الخط الأحمر الرفيع[2]

## وصلات خارجية
- بينيلوب ألين على موقع IMDb (الإنجليزية)
- بينيلوب ألين على موقع ألو سيني (الفرنسية)
- بينيلوب ألين على موقع أول موفي (الإنجليزية)
- بينيلوب ألين على موقع قاعدة بيانات الأفلام السويدية (السويدية)
- بينيلوب ألين على موقع قاعدة بيانات الفيلم (الإنجليزية)
- بينيلوب ألين على موقع كينوبويسك (الروسية)